# 63. ceremonia wręczenia nagród Brytyjskiej Akademii Filmowej
63. ceremonia wręczenia nagród Brytyjskiej Akademii Filmowej za rok 2009, odbyła się 21 lutego 2010 roku w Royal Opera House w Londynie. Nominacje do nagród zostały ogłoszone w dniu 21 stycznia 2010 roku. W Princess Anne Theatre prezentacji dokonali aktorzy: Romola Garai i Matthew Goode oraz przewodniczący BAFTA David Parfitt.
Nagrody BAFTA zostały wręczone w 25 kategoriach.
Najwięcej nominacji otrzymały trzy filmy – Avatar, Była sobie dziewczyna i The Hurt Locker. W pułapce wojny – każdy po 8 nominacji. Te trzy, wyżej wymienione filmy nominowane zostały w kategorii najlepszy film, wraz z Hej, skarbie oraz W chmurach.
O siedem nagród ubiegały się dwa filmy – Dystrykt 9 oraz Bękarty wojny.
Najwięcej nagród otrzymał film The Hurt Locker. W pułapce wojny w reżyserii Kathryn Bigelow, który zdobył łącznie sześć nagród, w tym dla najlepszego filmu, za najlepszą reżyserię i scenariusz. Film Avatar Jamesa Camerona otrzymał dwie nagrody: za najlepsze efekty specjalne i najlepszą scenografię. Film Dystrykt 9 pomimo siedmiu nominacji nie otrzymał żadnej nagrody.
Najlepszym filmem brytyjskim okazał się Fish Tank w reżyserii Andrei Arnold. Nagrodę BAFTA dla najlepszego filmu nieangielskojęzycznego otrzymał francuski Prorok.
Nagrodę specjalną Academy Fellowship otrzymała z rąk księcia Wilhelma i Umy Thurman, aktorka Vanessa Redgrave. Książę Wilhelm objął stanowisko Prezydenta Brytyjskiej Akademii Sztuk Filmowych i Telewizyjnych, tym samym zastępując na tym stanowisku, reżysera Richarda Attenborough.

## Laureaci i nominowani
Laureaci nagród wyróżnieni są wytłuszczeniem

### Najlepszy film
- Kathryn Bigelow, Mark Boal, Nicolas Chartier i Greg Shapiro – The Hurt Locker. W pułapce wojny
  - James Cameron i Jon Landau – Avatar
  - Finola Dwyer i Amanda Posey – Była sobie dziewczyna
  - Lee Daniels, Sarah Siegel-Magness i Gary Magness – Hej, skarbie
  - Ivan Reitman, Jason Reitman i Daniel Dubiecki – W chmurach

### Najlepszy brytyjski film
(Nagroda im. Alexandra Kordy)
- Kees Kasander, Nick Laws i Andrea Arnold – Fish Tank
  - Finola Dwyer, Amanda Posey, Lone Scherfig i Nick Hornby – Była sobie dziewczyna
  - Kevin Loader, Adam Tandy, Armando Iannucci, Jesse Armstrong, Simon Blackwell i Tony Roche – Zapętleni
  - Stuart Fenegan, Trudie Styler, Duncan Jones i Nathan Parker – Moon
  - Robert Bernstein, Douglas Rae, Kevin Loader, Sam Taylor-Wood i Matt Greenhalgh – John Lennon. Chłopak znikąd

### Najlepszy film nieanglojęzyczny
- Pascal Caucheteux, Marco Cherqui, Alix Raynaud i Jacques Audiard – Prorok • Francja
  - Agustín Almodóvar i Pedro Almodóvar – Przerwane objęcia • Hiszpania
  - Carole Scotta, Caroline Benjo, Philippe Carcassonne i Anne Fontaine – Coco Chanel • Francja
  - Carl Molinder, John Nordling i Tomas Alfredson – Pozwól mi wejść • Szwecja
  - Stefan Arndt, Veit Heiduschka, Margaret Menegoz i Michael Haneke – Biała wstążka • Niemcy

### Najlepszy reżyser
- Kathryn Bigelow – The Hurt Locker. W pułapce wojny
  - James Cameron – Avatar
  - Lone Scherfig – Była sobie dziewczyna
  - Quentin Tarantino – Bękarty wojny
  - Neill Blomkamp – Dystrykt 9

### Najlepszy scenariusz adaptowany
- Jason Reitman i Sheldon Turner – W chmurach
  - Nick Hornby – Była sobie dziewczyna
  - Neill Blomkamp i Terri Tatchell – Dystrykt 9
  - Simon Blackwell, Jesse Armstrong, Armando Iannucci i Tony Roche – Zapętleni
  - Geoffrey Fletcher – Hej, skarbie

### Najlepszy scenariusz oryginalny
- Mark Boal – The Hurt Locker. W pułapce wojny
  - Joel Coen i Ethan Coen – Poważny człowiek
  - Quentin Tarantino – Bękarty wojny
  - Jon Lucas i Scott Moore – Kac Vegas
  - Pete Docter i Bob Peterson – Odlot

### Najlepszy aktor pierwszoplanowy
- Colin Firth – Samotny mężczyzna
  - Jeff Bridges – Szalone serce
  - George Clooney – W chmurach
  - Jeremy Renner – The Hurt Locker. W pułapce wojny
  - Andy Serkis – Sex & Drugs & Rock & Roll

### Najlepsza aktorka pierwszoplanowa
- Carey Mulligan – Była sobie dziewczyna
  - Saoirse Ronan – Nostalgia anioła
  - Gabourey Sidibe – Hej, skarbie
  - Meryl Streep – Julie i Julia
  - Audrey Tautou – Coco Chanel

### Najlepszy aktor drugoplanowy
- Christoph Waltz – Bękarty wojny
  - Alec Baldwin – To skomplikowane
  - Alfred Molina – Była sobie dziewczyna
  - Christian McKay – Ja i Orson Welles
  - Stanley Tucci – Nostalgia anioła

### Najlepsza aktorka drugoplanowa
- Mo’Nique – Hej, skarbie
  - Anne-Marie Duff – John Lennon. Chłopak znikąd
  - Vera Farmiga – W chmurach
  - Anna Kendrick – W chmurach
  - Kristin Scott Thomas – John Lennon. Chłopak znikąd

### Najlepsza muzyka
(Nagroda im. Anthony’ego Asquitha)
- Michael Giacchino – Odlot
  - James Horner – Avatar
  - Alexandre Desplat – Fantastyczny pan Lis
  - Chaz Jankel – Sex & Drugs & Rock & Roll
  - T Bone Burnett i Stephen Bruton – Szalone serce

### Najlepsze zdjęcia
- Barry Ackroyd – The Hurt Locker. W pułapce wojny
  - Mauro Fiore – Avatar
  - Robert Richardson – Bękarty wojny
  - Javier Aguirresarobe – Droga
  - Trent Opaloch – Dystrykt 9

### Najlepszy montaż
- Bob Murawski i Chris Innis – The Hurt Locker. W pułapce wojny
  - Stephen Rivkin, John Refoua i James Cameron – Avatar
  - Sally Menke – Bękarty wojny
  - Julian Clarke – Dystrykt 9
  - Dana E. Glauberman – W chmurach

### Najlepsza scenografia
- Rick Carter, Robert Stromberg i Kim Sinclair – Avatar
  - David Wasco i Sandy Reynolds Wasco – Bękarty wojny
  - Philip Ivey i Guy Potgieter – Dystrykt 9
  - Stuart Craig i Stephenie McMillan – Harry Potter i Książę Półkrwi
  - Dave Warren, Anastasia Masaro i Caroline Smith – Parnassus: Człowiek, który oszukał diabła

### Najlepsze kostiumy
- Sandy Powell – Młoda Wiktoria
  - Janet Patterson – Jaśniejsza od gwiazd
  - Catherine Leterrier – Coco Chanel
  - Odile Dicks-Mireaux – Była sobie dziewczyna
  - Arianne Phillips – Samotny mężczyzna

### Najlepsza charakteryzacja i fryzury
- Jenny Shircore – Młoda Wiktoria
  - Thi Thanh Tu Nguyen, Madeleine Cofano i Jane Milon – Coco Chanel
  - Lizzie Yianni Georgiou – Była sobie dziewczyna
  - Sarah Monzani – Parnassus: Człowiek, który oszukał diabła
  - Peter Swords King – Dziewięć

### Najlepszy dźwięk
- Ray Beckett i Paul N.J. Ottosson – The Hurt Locker. W pułapce wojny
  - Christopher Boyes, Gary Summers, Andy Nelson, Tony Johnson i Addison Teague –  Avatar
  - Brent Burge, Chris Ward, Dave Whitehead, Michael Hedges i Ken Saville – Dystrykt 9
  - Peter J. Devlin, Andy Nelson, Anna Behlmer, Mark Stoeckinger i Ben Burtt –  Star Trek
  - Tom Myers, Michael Silvers i Michael Semanick – Odlot

### Najlepsze efekty specjalne
- Joe Letteri, Stephen Rosenbaum, Richard Baneham i Andrew R. Jones –  Avatar
  - Dan Kaufman, Peter Muyzers, Robert Habros i Matt Aitken – Dystrykt 9
  - John Richardson, Tim Burke, Tim Alexander i Nicolas Aithadi – Harry Potter i Książę Półkrwi
  - Richard Stutsman – The Hurt Locker. W pułapce wojny
  - Roger Guyett, Russell Earl, Paul Kavanagh i Burt Dalton – Star Trek

### Najlepszy film animowany
- Pete Docter – Odlot
  - Wes Anderson – Fantastyczny pan Lis
  - Henry Selick – Koralina i tajemnicze drzwi

### Najlepszy krótkometrażowy film animowany
- Sally Arthur i Emma Lazenby – Matka wielu
  - Gili Dolev – The Happy Duckling
  - Michael Rose, Martin Pope, Jakob Schuh i Max Lang – Grufołak

### Najlepszy film krótkometrażowy
- James Bolton i Martina Amati – I Do Air
  - Asitha Ameresekere – 14
  - Samm Haillay i Daniel Elliott – Jade
  - Luti Fagbenle i Luke Snellin – Mixtape
  - Jacob Jaffke i Jonathan van Tulleken – Off Season

### Najlepszy debiut brytyjskiego scenarzysty, reżysera lub producenta
(Nagroda im. Carla Foremana)
- Duncan Jones – Moon (reżyser)
  - Lucy Bailey, Andrew Thompson, Elizabeth Morgan Hemlock i David Pearson – Mugabe i biały Afrykanin (Reżyserzy, producenci)
  - Eran Creevy – Shifty (Reżyser / scenarzysta)
  - Stuart Hazeldine – Exam (Reżyser / scenarzysta)
  - Sam Taylor-Wood – John Lennon. Chłopak znikąd (reżyser)

### Nagroda dla wschodzącej gwiazdy
(Głosy publiczności)
- Kristen Stewart
  - Jesse Eisenberg
  - Nicholas Hoult
  - Carey Mulligan
  - Tahar Rahim

### Academy Fellowship
- Vanessa Redgrave

### Nagroda za brytyjski całokształt twórczości
- Joe Dunton

## Podsumowanie ilości nominacji
(Ograniczenie do dwóch nominacji)
8: Avatar, Była sobie dziewczyna, The Hurt Locker. W pułapce wojny
7: Dystrykt 9, Bękarty wojny
6: W chmurach
4: Coco Chanel, John Lennon. Chłopak znikąd, Hej, skarbie, Odlot
2: Fantastyczny pan Lis, Zapętleni, Nostalgia anioła, Moon, Samotny mężczyzna, Star Trek, Harry Potter i Książę Półkrwi, Parnassus: Człowiek, który oszukał diabła, Sex & Drugs & Rock & Roll, Młoda Wiktoria

## Podsumowanie liczby nagród
(Ograniczenie do dwóch nagród)
6: The Hurt Locker. W pułapce wojny
2: Avatar, Młoda Wiktoria, Odlot

## Prezenterzy nagród i nominacji

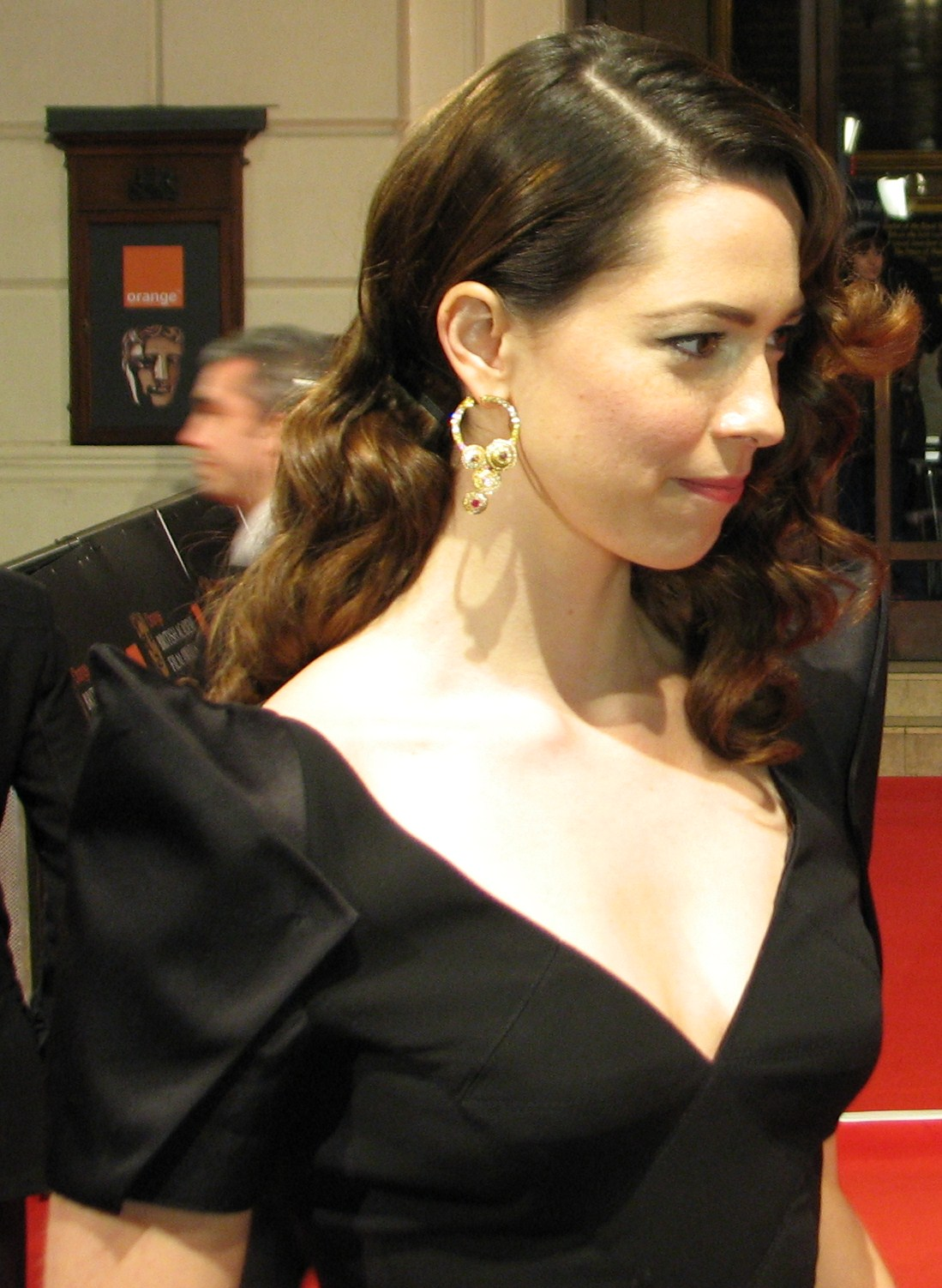
Aktorka Rebecca Hall w czasie prezentacji na czerwonym dywanie, podczas 63. ceremonii wręczenia nagród BAFTA

| Imię i nazwisko                     | Prezentacja lub wręczenie nagrody:                                      |
| ----------------------------------- | ----------------------------------------------------------------------- |
| Książę Wilhelm i Uma Thurman        | Academy Fellowship                                                      |
| Dustin Hoffman                      | Najlepszy film                                                          |
| Rupert Everett                      | Najlepszy brytyjski film                                                |
| Peter Capaldi                       | Najlepszy film animowany                                                |
| Carey Mulligan                      | Najlepszy film nieangielskojęzyczny                                     |
| Clive Owen                          | Najlepszy reżyser                                                       |
| Colin Firth                         | Najlepszy debiut brytyjskiego reżysera, scenarzysty lub producenta      |
| Kate Winslet                        | Najlepszy aktor pierwszoplanowy                                         |
| Mickey Rourke                       | Najlepsza aktorka pierwszoplanowa                                       |
| Anna Kendrick                       | Najlepszy aktor drugoplanowy                                            |
| Matt Dillon                         | Najlepsza aktorka drugoplanowa                                          |
| Robert Pattinson                    | Najlepszy scenariusz oryginalny                                         |
| Guy Pearce                          | Najlepszy scenariusz adaptowany                                         |
| Aaron Johnson                       | Najlepsza muzyka                                                        |
| Tom Hollander                       | Najlepsze zdjęcia                                                       |
| Eddie Marsan i Jodie Whittaker      | Najlepszy montaż Najlepszy dźwięk                                       |
| Jonathan Rhys Meyers i Rebecca Hall | Najlepsza scenografia                                                   |
| Anil Kapoor i Claire Danes          | Najlepsze kostiumy                                                      |
| Matthew Goode i Romola Garai        | Najlepsza charakteryzacja i fryzury                                     |
| Mackenzie Crook i Nick Frost        | Najlepsze efekty specjalne                                              |
| James Corden i Olivia Williams      | Najlepszy film krótkometrażowy Najlepszy animowany film krótkometrażowy |
| Noel Clarke                         | Nagroda dla wschodzącej gwiazdy                                         |